# 宋清渭
宋清渭（1929年—2022年12月27日），原名宋清湖，山东陵县人，中国人民解放军上将。

## 生平
1944年，担任山东军区渤海军分区文书。1945年参加八路军，任军分区政治部文书组长、文书股长、山东渤海军区13团3营9连副指导员、华东野战军10纵13团3营9连指导员、1营3连指导员。1949年，参加第三野战军10兵团特务团政治处组织股干事、轮训队指导员等职位，获三级解放勋章。1963年11月任福州军区守备7师94团副政委、政委、省革委会办公室副主任、福建军区政治部主任。1970年，担任第29军副政委、31军政委。1985年，担任济南军区副政委。1987年，升任军区政委。1988年9月被授予中将军衔，1994年5月晋升为上将军衔。1987年11月至1994年10月任济南军区政治委员、军区党委书记。1998年3月，当选为第九届全国人大外事委员会副主任。

## 著作
- . 北京市: 解放军出版社. 2009-06-01. ISBN 9787506557948.